# نادي العروبة (الإمارات)
نادي العروبة الرياضي الثقافي، هو نادي كرة قدم إماراتي محترف مقره مدينة مربح وقدفع في الفجيرة. يلعب النادي حاليًا في دوري الدرجة الأولى الإماراتي.
تأسس النادي عام 1972. تأهل كمتصدر لموسم 2020-21 بالإضافه لفوزه بدوري الدرجة الأولى لأول مرة في تاريخه.

## تاريخ
في عام 1960 تم تأسيس ناديين في مربح وقدفع، الوحدة في مربح والنجمة في قدفع، كان كلا الناديين ضعيفين مالياً وبحلول عام 1972، اتفق الناديان على الاندماج تحت اسم العروبة لتمثيل منطقة مربح - قدفع في إمارة الفجيرة.

## تشكيلة الفريق الحالية
ملاحظة: تشير الأعلام إلى المنتخب الوطني على النحو المحدد في قواعد الأهلية للفيفا. قد يحمل اللاعبون أكثر من جنسية واحدة غير تابعة للفيفا.
| الرقم | البلد                    | المركز | اللاعب                            |
| ----- | ------------------------ | ------ | --------------------------------- |
| 2     | البرازيل                 | مدافع  | باولو ريكاردو                     |
| 3     | البرازيل                 | مدافع  | لوكاس ميزينغا U23                 |
| 4     | الإمارات العربية المتحدة | مدافع  | سالم سليمان                       |
| 5     | سلطنة عمان               | مدافع  | سلطان فايز (معار من نادي خورفكان) |
| 7     | إيران                    | مهاجم  | محمد رضا آزادي                    |
| 8     | الكاميرون                | وسط    | أبوليناير كاك                     |
| 9     | الإمارات العربية المتحدة | مهاجم  | عبد الله أنور                     |
| 10    | الإمارات العربية المتحدة | وسط    | راشد مبارك                        |
| 11    | غامبيا                   | مهاجم  | بوباكار تراوالي                   |
| 14    | نيجيريا                  | وسط    | يوسف اولاتونجي                    |
| 15    | سلطنة عمان               | مهاجم  | علي المزروعي U23                  |
| 16    | الإمارات العربية المتحدة | مدافع  | محمد جلال                         |
| 17    | الإمارات العربية المتحدة | مدافع  | عيسى علي عباس                     |
| 18    | الإمارات العربية المتحدة | وسط    | شاهين سرور                        |
| 19    | سلطنة عمان               | مدافع  | عادل سبيل (معار من نادي خورفكان)  |
| 20    | الكاميرون                | وسط    | بيتروس بومال                      |
| 21    | الإمارات العربية المتحدة | مدافع  | بدر راشد U23                      |
| 23    | الإمارات العربية المتحدة | مهاجم  | محمد الجنيبي                      |

| الرقم | البلد                    | المركز | اللاعب                                  |
| ----- | ------------------------ | ------ | --------------------------------------- |
| 25    | الإمارات العربية المتحدة | مدافع  | محمد اليماحي U23 (معار من نادي الجزيرة) |
| 30    | الإمارات العربية المتحدة | مهاجم  | علي عيد                                 |
| 32    | الأرجنتين                | وسط    | باتريس أوليسيس U23                      |
| 33    | الإمارات العربية المتحدة | حارس   | جمال عبد الله (معار من نادي كلباء)      |
| 36    | نيجيريا                  | وسط    | داميلاري صلاح الدين                     |
| 37    | المغرب                   | مهاجم  | عدنان لانجاوي                           |
| 40    | الإمارات العربية المتحدة | حارس   | عبد الله يوسف                           |
| 44    | الإمارات العربية المتحدة | حارس   | محمد عبد الله U23                       |
| 47    | سلطنة عمان               | وسط    | حامد الجابري U23                        |
| 49    | الإمارات العربية المتحدة | مدافع  | عبد العزيز عبد الله U23                 |
| 55    | الإمارات العربية المتحدة | حارس   | طلال خميس                               |
| 70    | سلطنة عمان               | وسط    | خالد الجابري                            |
| 71    | الكاميرون                | وسط    | دافيد نينجو                             |
| 77    | الإمارات العربية المتحدة | وسط    | محمد العطر U23                          |
| 78    | الإمارات العربية المتحدة | وسط    | فيصل خميس U23                           |
| 80    | صربيا                    | مدافع  | سينيسا يولاسيتش                         |
| 95    | الإمارات العربية المتحدة | حارس   | راشد عبد الله (معار من نادي خورفكان)    |
| 99    | مالي                     | وسط    | تيكورا تراوري U23                       |

### المعارون
ملاحظة: تشير الأعلام إلى المنتخب الوطني على النحو المحدد في قواعد الأهلية للفيفا. قد يحمل اللاعبون أكثر من جنسية واحدة غير تابعة للفيفا.
| الرقم | البلد                    | المركز | اللاعب                            |
| ----- | ------------------------ | ------ | --------------------------------- |
| 6     | الإمارات العربية المتحدة | وسط    | مهند خميس (معار من نادي الإمارات) |

| الرقم | البلد                    | المركز | اللاعب                           |
| ----- | ------------------------ | ------ | -------------------------------- |
| 26    | الإمارات العربية المتحدة | مدافع  | محمد أحمد (معار من نادي الحمرية) |